# Condestable parroquial
Como condestable parroquial (en inglés: parish constable) se designaba, en la Inglaterra del siglo XIII y hasta 1829, a un oficial encargado de mantener el orden y de hacer respetar las leyes, quien habitualmente era benévolo y a tiempo parcial, y al servicio de una determinada parroquia civil. En algunas de estas parroquias, esta función era designada como High Constable (en español: Gran Condestable o Alto Condestable), como por ejemplo, el High Constable de Holborn.
En Londres, esta función se suprimió en 1829 con la creación del Metropolitan Police Service, una fuerza de policía profesional, a tiempo completo, y remunerada. En otras zonas, los condestables parroquiales fueron progresivamente remplazados por fuerzas de policía de los condados, después de la promulgación del County Police Act del año 1839. Corresponde destacar que cada condestable parroquial obtenía lo esencial de sus prerrogativas de su respectiva parroquia local, a la que obviamente se encontraba muy ligado.

## Historia del cargo y de la función
El cargo de condestable tuvo sus orígenes en el Medioevo, y la denominación del mismo se deriva de la expresión latina comes stabuli (compañero del establo) o count of the stable (conde del establo). Este término fue originalmente usado en Inglaterra y Escocia, para señalar al Lord High Constable, uno de los Altos Oficiales de Estado y responsable de la dirección de la armada. Esta denominación también fue usada al nivel local y dentro del sistema feudal, para señalar a los oficiales encargados de mantener el orden y aplicar la ley.
En 1285, el rey Eduardo I de Inglaterra "nombró a dos condestables en cada una de las divisiones administrativas denominadas hundred ('centena'), a efectos de que ellos evitaran incumplimientos en ciudades y carreteras". Existen por ejemplo registros de agentes del orden de parroquia en el siglo XVII, en los registros del condado de Buckinghamshire ; tradicionalmente, estos agentes eran elegidos por los feligreses de cada parroquia, pero a partir de 1617 en adelante, por lo general fueron nombrados por los jueces de paz de cada condado.

### En Londres
El área metropolitana londinense fue predominantemente vigilado por guardias de parroquia no remunerados, hasta la introducción de la Policía Metropolitana en 1829. El historiador Stephen Inwood señala a los 4000 condestables parroquiales existentes en ese tiempo, como "de calidad y compromiso variable"; algunas parroquias, como por ejemplo las de Kensington, Fulham, y Deptford (con alrededor de 55 000 habitantes cada una señalados en el censo de 1821) no tenían ningún tipo de vigilancia, y ello era generalmente reportado como inadecuado para ese tiempo.
La ley conocida como Metropolitan Police Act 1829, suprimió la posición de la mayoría de los condestables parroquiales en Londres, remplazando a los mismos por una fuerza de policía profesional y entrenada.

### Fuera de Londres
Fuera de Londres, la conocida como County Police Act 1839 puso fin a la mayoría de los cargos de los condestables parroquiales. La citada ley dio a los condados la oportunidad de establecer fuerzas de policía remuneradas y a tiempo completo. El primer condado que lo implementó fue Wiltshire, donde se nombró a su primer jefe de policía el 28 de noviembre de 1839. Otros condados siguieron este mismo patrón; por ejemplo, Essex nombró a su primer jefe de policía (o sea, su Chief Constable) el 11 de febrero de 1840.